# Estadio municipal de Vecindario
El estadio municipal de Vecindario se ubica en Vecindario, en el municipio de Santa Lucía de Tirajana (Las Palmas), España. Tiene una capacidad de 6000 espectadores y en él jugó sus partidos de Segunda División A la Unión Deportiva Vecindario. Fue el primer campo de césped artificial de la Liga de Fútbol Profesional.